# Хортон, Джо
Джо Хортон (англ. Joe Horton) — американский экономист.
Родился в Техасе. Бакалавр университета штата Нью-Мексико; доктор философии Южного методистского университета (Даллас). Профессор университета Центрального Арканзаса.
Президент Конгресса политэкономов (1998—2000).

## Основные произведения
- «Необходимость свободной торговли» (The Necessity of Free Trade, 1998);
- «Экономическая теория: пишем, чтобы учить и учим, чтобы писать» (Economics: Writing to Learn and Learning to Write, 2003).